# Liste aktiver Brauereien in der Schweiz
Diese Liste enthält aktive Brauereien in der Schweiz, geordnet nach Kantonen.
Gemäss bov.ch (Liste geführt von Philippe Corbat, Kenner der Schweizer Bierszene, gestützt auf offizielle Registrierungen) gibt es in der Schweiz 1222 aktive und 535 ehemalige Brauereien (Stand 2022).

## Kanton Aargau
- Brauverein Bäsibräu, Besenbüren
- Brauerei Aarau AG, Aarau[2]
- Brauerei Erusbacher & Paul AG, Villmergen[3]
- Corma Cult Bier, Schöftland
- Feldschlösschen Supply Company AG, Rheinfelden[4] (Carlsberg A/S)
- Kündig Bräu AG, Zurzach (Rietheim)[5]
- LägereBräu AG, Wettingen[6]
- Brauerei H. Müller, Baden[7]
- Malz Maul, Baden-Rütihof
- Schlossbräu-Rued, Reinach (Schlossrued)
- FriedlBräu GmbH, Kleindöttingen

## Kanton Appenzell Innerrhoden
- Brauerei Locher, Appenzell[8]

## Kanton Basel-Landschaft
- Landskroner Bräu AG, Grellingen
- GibbonBräu GmbH, Tecknau[9]
- Stedtli Bier, Tägerig (Liestal)
- Fermento Brewery, Oberwil

## Kanton Basel-Stadt
- Brauerei Fischerstube AG, Basel[10] (Ueli-Bier)
- Brauerei Unser Bier AG, Basel[11]

## Kanton Bern
- Aare Bier AG, Bargen[12]
- Albert Egger AG, Worb[13]
- Altes Tramdepot Brauerei Restaurant AG, Bern[14]
- Brauerei Felsenau AG, Bern[15]
- Brauerei Hardeggerperle, Krauchthal-Hub
- Brauerei Napf GmbH, Walterswil[16]
- Brauerei WABRÄU GmbH, Köniz[17]
- Brauwerkstatt Jegenstorf GmbH, Jegenstorf[18]
- Burgdorfer Gasthausbrauerei AG, Burgdorf[19]
- Güegi-Quell GmbH, Seeberg[20]
- Rugenbräu AG, Matten bei Interlaken[21]
- Seeland Bräu AG, Biel/Bienne[22]
- Simmentaler Braumanufaktur AG, Lenk im Simmental[23]
- Sonnrain-Brauerei, Ursenbach

## Kanton Freiburg
- Fleisch und Brau AG, St. Ursen (Plaffeien)[24] (As Jùscht’s)
- Brasserie Fri-Mousse Sàrl, Freiburg[25]

## Kanton Genf
- Bière du Lac, Confignon[26]
- Les Frères Papinot Sàrl, Carouge[27] (Calvinus)
- Brasserie des Murailles Sàrl, Meinier[28]
- Brasserie de la Pièce, Meyrin[29]

## Kanton Glarus
- Brauerei Adler AG, Glarus Süd (Schwanden)[30]

## Kanton Graubünden
- Alpenbrauerei Girun AG, Valsot (Tschlin)[31]
- Bieraria Tschlin SA, Martina[32]
- BierVision Monstein AG, Davos (Davos Monstein)[33]
- Brauerei Calanda AG, Chur (Heineken Switzerland AG)[34]

## Kanton Jura
- Brasserie des Franches Montagnes, Saignelégier

## Kanton Luzern
- Brauerei Eichhof AG, Luzern (Heineken Beverages Switzerland AG)[35]
- Brauerei Luzern AG, Luzern[36]
- Verein Luzerner Bier Brauer (LuBB), Luzern
- Lupo, Hochdorf (heute Ramseier Suisse AG)[37]
- Rathaus Brauerei Luzern AG, Luzern[38]

## Kanton Nidwalden
- Brisenbräu, Stans
- Getränke Lussi AG, Oberdorf[39]

## Kanton Schaffhausen
- Brauerei Falken AG, Schaffhausen[40]

## Kanton Schwyz
- Brauerei Rosengarten AG, Einsiedeln[41]

## Kanton Solothurn
- Brauwerkstatt Papieri, Biberist[42]
- BK Bier-Kultur AG (Öufi-Brauerei), Solothurn[43]
- Chastelbach, Himmelried
- Schwarzbuebe Bier, Nuglar
- Zwergenbräu, Lüterkofen

## Kanton St. Gallen
- Bier Factory Rapperswil AG, Rapperswil-Jona[44]
- Brauerei Stadtbühl AG, Gossau[45]
- Föhrenbier Manufaktur, Sargans
- Freihof AG Brauerei & Hofstube, Gossau[46]
- Kornhausbräu AG, Rorschach[47]
- Löwengarten AG, Goldach[48]
- Sankt Johann, Neu St. Johann
- Brauerei Schützengarten AG, St. Gallen[49]
- Sonnenbräu, Rebstein[50]
- Tüüfelsbräu GmbH, Kirchberg[51]

## Kanton Tessin
- Officina della Birra, Bioggio
- Birrificio Ticinese San Martino, Bioggio
- Birra Bozz, Cugnasco
- MóMò, Balerna
- Sottobisio, Balerna
- Rud Bir, Gordola
- Beertime, Manno
- Falling Pine, Cadempino
- No Land, Melano
- Birrificio di Preonzo, Preonzo
- Broken City, Davesco
- Selvatici.ch, Malvaglia
- Monte Lema, Curio
- Bironsa, Vergeletto
- Muscendro, Contone
- Rigamonti, Camorino
- St. Salvatore, Dongio
- Ristorante Centrale, Losone
- Fin, Minusio
- Valle Maggia, Avegno
- Monte Brè, Aldesago
- Chivisin, Bellinzona
- Gambarogno, San Nazzaro
- LuLa'S Beer, Cugnasco
- Weltu, Bosco Gurin
- Polar Beer Factory, Ascona
- La Morobbiotta, Sant’Antonio
- La Torascia, Claro
- Birra Barüch, Melano
- Santa Brigida, Sessa
- Il Grimorio, Gorduno
- Il Birraiolo Brewing, Cadenazzo

## Kanton Thurgau
- Larrys Brauerei, Hefenhofen[52]
- Bögli Bräu, Neukirch (Egnach)
- Brauhaus Sternen, Frauenfeld[53]
- Element Brauerei AG, Pfyn[54]
- huus braui, Roggwil TG[55]
- Ittinger, Warth
- Johanniter Bier, Tobel TG[56]
- Pilgrim, Fischingen[57]
- Tannzapfenbräu, Guntershausen bei Aadorf[58]

## Kanton Uri
- Kleinbrauerei Stiär Biär AG, Altdorf[59]

## Kanton Waadt
- Brasserie Artisanale Broyarde, Payerne[60]
- Brasserie Artisanale du Jorat, Vulliens
- Brasserie Trois Dames Sàrl, Sainte-Croix[61]
- Bière du Boxer, Yverdon-les-Bains[62] (Doppelleu Boxer)
- Brasserie Docteur Gab's SA, Puidoux[63]
- FMR, Rolle[64]
- La Nébuleuse, Renens[65]

## Kanton Wallis
- Brasserie Sierrvoise Zufferey, Siders[66]
- Suonen Bräu AG, Ausserberg[67]
- Walliser Brauerei, Sitten (Carlsberg A/S)

## Kanton Zug
- Brauerei Baar AG, Baar[68]

## Kanton Zürich
- Amboss Zürich AG, Zürich[69]
- Brauerei Hardwald AG, Wallisellen[70]
- Brauerei Stadtguet AG, Winterthur[71]
- Brauerei Uster Braukultur AG, Uster[72]
- Chopfab Boxer, Winterthur[73]
- Hirnibräu, Brauerei Aemmer, Zürich[74]
- Linde Oberstrass, Zürich[75]
- Sudwerk Brauerei, Pfäffikon[76]
- TurbinenBräu AG, Zürich[77]
- Wädi-Brau-Huus AG, Wädenswil[78] (siehe Brauerei Wädenswil)